# العلاقات الإماراتية المغربية
العلاقات الإماراتية المغربية هي علاقات تاريخية ترجع لسنة 1972 في عهدي الملك الحسن الثاني والشيخ زايد، حيث كان المغرب من أوائل الدول التي دعَّمت قيام اتحاد دولة الإمارات العربية، ومنذ ذلك الحين شهدت العلاقات تطورًا متزايدًا في جميع المجالات السياسية والاقتصادية والعسكرية والأمنية والإعلامية والسياحية والثقافية.
خلال الأزمة الخليجية، في سنة 2017، عانت العلاقات المغربية الإماراتية من فتور، وقد وصل تدهور العلاقات بين البلدين ذروته سنة 2020 حيث قلل المغرب من تمثيله الدبلوماسي في الإمارات، وارتبطت الأزمة بين البلدين بالعديد من الملفات الإقليمية مثل الملف الليبي والأزمة الخليجية وحرب اليمن. لكن سرعان ما تحسنت العلاقات السياسية بين البلدين، ويتجلى ذلك في الزيارات الرسمية والعلاقات الاقتصادية المتميزة.
يؤكد المغرب على دعمه الثابت والدائم لسيادة الإمارات العربية المتحدة على جزر طنب الكبرى وطنب الصغرى وأبو موسى، كما عبر عن إدانته للهجوم الذي شنته جماعة الحوثيين ومن يدعمها، على منطقة المصفح ومطار أبوظبي بدولة الإمارات العربية المتحدة.
من جانبها، دأبت الإمارات العربية المتحدة على التعبير عن دعمها الثابت للمغرب و لوحدته الترابية، كما تجسد هذا الموقف الثابت بشكل واضح من خلال افتتاح الإمارات العربية المتحدة لقنصلية عامة بمدينة العيون في 4 نونبر 2020، في خطوة تؤكد دعم الإمارات الدائم للوحدة الترابية للمملكة المغربية الشقيقة.
وقد توج مسار هذه العلاقات بتوقيع العاهل المغربي الملك محمد السادس ورئيس الإمارات الشيخ محمد بن زايد آل نهيان خلال لقاء قمة بينهما في الإمارات، في الخامس من دجنبر سنة 2023، إعلان “نحو شراكة مبتكرة ومتجددة وراسخة” بين البلدين، وذلك خلال زيارة رسمية يقوم بها العاهل المغربي إلى أبوظبي.
حيث أقر لقاء القمة سلسلة من الاتفاقيات المشتركة في عدة مجالات ضمن مقاربة تقوم على “ترجمة التكامل بين البلدين إلى تعاضد نوعي واستثمار مستدام، للرقي بعلاقاتهما الثنائية الاقتصادية والتجارية والاستثمارية والصناعية إلى مستوى روابطهما السياسية والشعبية العميقة”.

## توتر العلاقات 2017 - 2020
يعود توتر العلاقات الإماراتية المغربية إلى سنة 2017 عند اتخاد المغرب الحياد خلال الأزمة الخليجية، حيث قامت الإمارات والسعودية بحشد الأصوات ضد ترشح المغرب لاحتضان كأس العالم لسنة 2026، بعدها سيقاطع المغرب اجتماعا لوزراء إعلام التحالف العربي في يونيو 2018، في أواخر 2018 قامت الإمارات بشراء ميناء نواذيبو في موريتانيا ووقعت اتفاقية بنائه، وهو ينافس اقتصادياً ميناء الداخلة المتوسطي.
في 2019 أعلن المغرب انسحابه من المشاركة في التدخل العسكري في اليمن الذي تقوده السعودية والإمارات، واستدعاء سفيره. بعد ذلك دعمت الإمارات الجنرال حفتر ضد اتفاق الصخيرات الذي رعاه في المغرب في 2015.
في أبريل 2019 استتثنى وزير الخارجية المغربي الإمارات من الجولة التي قام بها في الخليج العربي، والتي شملت كل من سلطنة عمان والكويت والسعودية والبحرين وقطر، نقل فيها رسائل من الملك إلى معظم ملوك وأمراء دول الخليج.
في 16 أبريل 2020 رفض المغرب السماح بإخلاء الإسرائيليين العالقين بداخله على خلفية تفشي فيروس كورونا، بعد أن اتفقت إسرائيل والإمارات العربية على إجلاء مواطنيهما من المملكة في رحلة مشتركة دون استشارة المغرب.

### أزمة إعلامية
في 2019 بثت كل من قناة العربية وسكاي نيوز تقريراً يتحدث عن الصحراء الغربية، حيث تبنى التقرير رواية غزو المغرب للصحراء سنة 1975 بعد خروج الاستعمار الإسباني منها، ووصف التقرير جبهة البوليساريو بأنها الممثل الشرعي للشعب الصحراوي، في تناقض واضح مع موقف المغرب في قضية شديدة الحساسية بالنسبة للمملكة المغربية.
في أبريل 2020 قدمت قناة العربية التي تبث من دولة الإمارات، تقريرا عن الإهمال في معالجة الفيروس في المستشفيات المغربية، ونشرت معطيات حول أعداد الوفيات والإصابات بفيروس كورونا المستجد في المغرب، وقالت إن الفيروس تسبب بمئات الوفيات وآلاف الإصابات، في حين أن الحصيلة الرسمية لوزارة الصحة المغربية لم تتجاوز 13 وفاة، واعتبرت الأوساط المغربية أن هذا التقرير المغلوط استفزاز جديد للمغرب. اعتبر إعلاميون امارتيون أن المملكة مقبلة على مجاعة، وأن المغرب فشل في معالجة أزمة كورونا وعدم توفير احتياجات المواطنين.

## تاريخ العلاقات بين المغرب والإمارات
العلاقات الإماراتية المغربية بدأت مع وضع أسسها على يد الشيخ زايد بن سلطان آل نهيان، والعاهل المغربي الحسن الثاني، واكتسبت هذه العلاقات بمرور السنين مزيداً من القوة والتماسك والاستمرارية في ظل إرادة قيادتي البلدين على تقويتها، حيث حرص الشيخ خليفة بن زايد آل نهيان رئيس الدولة والعاهل المغربي الملك محمد السادس على تنمية علاقات البلدين الشقيقين بكافة السبل والوسائل وعبر مختلف مجالات التعاون الثنائي المشترك، خلال السنوات الأخيرة، حيث أنشئت اللجنة المشتركة الإماراتية المغربية في 16 مايو 1985 بالرباط، وعقدت اللجنة المشتركة دورتها الأولى بأبوظبي في الفترة الممتدة من 22 إلى 24 نوفمبر 1988 برئاسة وزيري خارجية البلدين. وانعقدت الدورة الثانية بالرباط يومي 25 و 26 يونيو 2001 برئاسة الشيخ حمدان بن زايد آل نهيان، نائب رئيس مجلس الوزراء ووزير الدولة للشؤون الخارجية آنذاك، ومحمد بنعيسى وزير الشؤون الخارجية والتعاون المغربي السابق، بينما انعقدت الدورة الثالثة للجنة المشتركة الإماراتية المغربية في فبراير 2004 بأبوظبي، أما الدورة الرابعة فقد انعقدت بالدار البيضاء يومي 22 و 23 يوليو 2006.

## مجالات التعاون
تشهد العلاقات الإماراتية ـ المغربية تطورا متواصلا في جميع المجالات السياسية والاقتصادية والإعلامية والعلمية والسياحية والأمنية والثقافية والقضائية، بفضل التوجيهات السامية للشيخ خليفة بن زايد آل نهيان والملك محمد السادس، وتحذو القيادتين رغبة مشتركة لتعزيز التعاون الثنائي، والاضطلاع بدور هام في المحيط العربي والإسلامي من أجل ترسيخ أسس العمل العربي المشترك.
وتعرف العلاقات الإماراتية ـ المغربية تطوراً مهماً في كافة المجالات، الشيء الذي تترجمه اللقاءات المستمرة بين مسئولي البلدين في مجالات «الاقتصاد والتجارة والعدل والقضاء والإعلام وغيرها»، وتتمثل متانة وقوة العلاقات بين البلدين في تطابق وجهات نظر قائدي البلدين تجاه القضايا الثنائية والإقليمية والدولية، ورغبتهما في تنويع مجالات التعاون الاقتصادي والتجاري واستقطاب استثمارات جديدة، وتحقيق الاستفادة المشتركة في مختلف المجالات الاقتصادية والثقافية والإعلامية والاجتماعية والتقنية والسياحية والعلمية والقضائية، ثم تطلع الجانبين للارتقاء بالعلاقات الاقتصادية إلى مستوى العلاقات السياسية بين البلدين.
وأصبحت دولة الإمارات العربية المتحدة تحتل المرتبة الأولى على صعيد الاستثمارات العربية بالمملكة المغربية، بفضل التدفق الكبير للاستثمارات الإماراتية من خلال استثمارات "صندوق أبوظبي للتنمية، الشركة المغربية ـ الإماراتية للتنمية، شركة طاقة، شركة المعبر الدولية للاستثمار، مجموعة إعمار، شركة دبي العالمية، شركة القدرة القابضة، الشركة العالمية البترولية للاستثمار. وتسير العلاقات بين البلدين بخطى حثيثة نحو الارتقاء والتطور، وتحظى الإمارات العربية المتحدة بصورة إيجابية في الأوساط الرسمية والاقتصادية والسياسية والإعلامية والشعبية المغربية، بفضل التوجهات الحكيمة للشيخ خليفة بن زايد آل نهيان رئيس الدولة والشيخ محمد بن راشد آل مكتوم نائب رئيس الدولة رئيس مجلس الوزراء حاكم دبي وإخوانه حكام الإمارات والفريق أول محمد بن زايد آل نهيان ولي عهد أبوظبي نائب القائد الأعلى للقوات المسلحة رئيس المجلس التنفيذي لإمارة أبوظبي، وبالنظر إلى الدور الفعال والقوي للإمارات العربية المتحدة في مشاريع النماء والخير في كافة أنحاء المملكة المغربية.
قام ملك المغرب، الملك محمد السادس، بزيارة دولة إلى دولة الإمارات العربية المتحدة في الفترة من 4 إلى 6 ديسمبر 2023، وذلك بدعوة من رئيس دولة الإمارات العربية المتحدة، الشيخ محمد بن زايد آل نهيان.
وجاءت زيارة الملك محمد السادس إلى الإمارات في إطار تعزيز العلاقات الثنائية بين البلدين، وبحث سبل التعاون في مختلف المجالات، بما في ذلك الاقتصاد والتجارة والاستثمار والطاقة والمياه.
وخلال الزيارة، التقى الملك محمد السادس مع الشيخ محمد بن زايد آل نهيان، وبحث معه سبل تعزيز التعاون بين البلدين في مختلف المجالات. كما التقى الملك محمد السادس مع عدد من المسؤولين الإماراتيين، بينهم نائب رئيس مجلس الوزراء وزير شؤون الرئاسة الشيخ منصور بن زايد آل نهيان، ووزير الخارجية والتعاون الدولي الشيخ عبد الله بن زايد آل نهيان.
وأسفرت زيارة الملك محمد السادس إلى الإمارات عن توقيع 12 مذكرة تفاهم بين البلدين، في مجالات مختلفة، بما في ذلك التعاون الاقتصادي والتجاري والاستثماري والطاقة والمياه والنقل والصناعة والبحث العلمي.
وتأتي زيارة الملك محمد السادس إلى الإمارات في سياق العلاقات القوية التي تربط بين البلدين، والتي تعززت في السنوات الأخيرة، خاصة في ظل مواقف البلدين الداعمة لبعضهما البعض في القضايا الإقليمية والدولية.
وكانت الزيارة فرصة للملك محمد السادس لبحث سبل تعزيز التعاون بين البلدين في مختلف المجالات، بما يخدم مصالحهما المشتركة، ويساهم في تحقيق التنمية والازدهار للشعبين المغربي والإماراتي.
وفيما يلي بعض أبرز نتائج زيارة الملك محمد السادس إلى الإمارات:
توقيع 12 مذكرة تفاهم بين البلدين في مجالات مختلفة، بما في ذلك التعاون الاقتصادي والتجاري والاستثماري والطاقة والمياه والنقل والصناعة والبحث العلمي.
تأكيد دعم البلدين لبعضهما البعض في القضايا الإقليمية والدولية.
التأكيد على أهمية تعزيز التعاون بين البلدين في مختلف المجالات، بما يخدم مصالحهما المشتركة، ويساهم في تحقيق التنمية والازدهار للشعبين المغربي والإماراتي.
ولا تنحصر العلاقات الإماراتية المغربية فقط في المجالات السياسية والاقتصادية والأمنية والعسكرية، بل تمتد إلى المجالات الإنسانية والاجتماعية، حيث قدمت الإمارات مساهمات في المجال الاستشفائي من خلال بناء مستشفى الشيخ زايد بالرباط ومركز الشيخة فاطمة لعلاج النساء مرضى السرطان ومستشفيات أخرى بالمنطقة الشرقية، والوحدة الطبية المتنقلة لعلاج مرضى العيون، بالإضافة إلى حملات استشفائية لعلاج مرضى القلب.

### العلاقات السياسية
تشهد العلاقات السياسية بين المغرب والإمارات تطوراً مطردا في السنوات الأخيرة، ترجمتها تبادل زيارات العمل الرسمية أو الزيارات الخاصة، إذ تجمع بين البلدين مصالح مشتركة متعددة، أهمها العمل على استتباب الأمن في المنطقة العربية، ودعم الجهود الأممية لإيجاد تسويات لبؤر التوتر في منطقة الشرق الأوسط.
وتم استحداث اللجنة المشتركة الإماراتية ــ المغربية في 16 مايو 1985 بالرباط، وعقدت اللجنة المشتركة دورتها الأولى بأبوظبي في الفترة الممتدة من 22 إلى 24 نوفمبر 1988 برئاسة وزيري خارجية البلدين. وانعقدت الدورة الثانية بالرباط يومي 25 و26 يونيو 2001 برئاسة حمدان بن زايد آل نهيان، نائب رئيس مجلس الوزراء ووزير الدولة للشؤون الخارجية آنذاك، ومحمد بنعيسى وزير الشؤون الخارجية والتعاون المغربي السابق، بينما انعقدت الدورة الثالثة للجنة المشتركة الإماراتية ـ المغربية في فبراير 2004 بأبوظبي، أما الدورة الرابعة فقد انعقدت بالدار البيضاء يومي 22 و 23 يوليو 2006.
أما في المجال التشريعي، فتحرص حكومتا البلدين على تطوير علاقات التعاون البرلماني، وتبادل الزيارات بين المجلس الوطني الاتحادي ومجلس النواب المغربي، مع التأكيد على أهمية إنشاء لجنة صداقة برلمانية بين الجانبين، لأهمية دورها في تعزيز العلاقات وتنسيق المواقف في الأنشطة واللقاءات البرلمانية.
وتعكس الزيارات العديدة التي قام بها العاهل المغربي محمد السادس لدولة الإمارات العربية المتحدة، والتي كان آخرها زيارة مايو 2015، التزام المغرب بواجبات الشراكة الإستراتيجية، نحو دولة الإمارات العربية المتحدة.
في المجال الديبلوماسي، فقد وقعت دولة الإمارات مع المغرب، في شهر مارس 2015 اتفاقية ثنائية، وهي عبارة عن مذكرة تفاهم بشأن إنشاء لجنة مشتركة للشؤون القنصلية، وقعها عن الجانب الإماراتي الشيخ عبد الله بن زايد آل نهيان وزير الخارجية، وعن الجانب المغربي، صلاح الدين مزوار، وزير الشؤون الخارجية والتعاون.
وتدعم دولة الإمارات المغرب في وحدته الترابية، ولا سيما مغربية منطقة الصحراء الجنوبية، حيث قامت دولة الإمارات العربية المتحدة بافتتاح قنصلية الإمارات العربية المتحدة بمدينة العيون في يوم 4 نوفمبر 2020، في خطوة تؤكد دعم الإمارات الدائم للوحدة الترابية للمملكة المغربية الشقيقة. حيث تم هذا الافتتاح بحضور معالي/ ناصر بوريطة وزير الشؤون الخارجية والتعاون الإفريقي والمغاربة المقيمين بالخارج وسعادة/ العصري سعيد الظاهري- سفير دولة الإمارات العربية المتحدة بالمملكة المغربية. فيما تدعم الرباط أمن الإمارات ومصالحها وأحقيتها في الجزر "المحتلة" من قبل إيران.٬
حل وفد برلماني مغربي برئاسة محمد ولد الرشيد، رئيس مجلس المستشارين، في زيارة رسمية إلى دولة الإمارات العربية المتحدة، حيث تتضمن أجندته عدة لقاءات رفيعة. وقد أجرى أعضاء الوفد مباحثات مع أعضاء المجلس الوطني الاتحادي الإماراتي، حيث تم تناول تعزيز التعاون البرلماني وتبادل الخبرات التشريعية. تأتي هذه المباحثات في إطار توطيد العلاقات المتميزة بين المغرب والإمارات، وتهدف إلى تكريس الحوار البرلماني المشترك حول القضايا ذات الاهتمام المتبادل.

### العلاقات الاقتصادية
تصدر المملكة المغربية إلى دولة الإمارات العربية المتحدة مجموعة متنوعة من المنتجات، مثل المنتجات الفلاحية ومنتجات النسيج والفوسفاط. وفي المقابل، يستورد المغرب العديد من المنتجات الإماراتية، وخصوصا البترولية والكيميائية والتجهيزات الإلكترونية. وبحسب أرقام مكتب الصرف، فاقت قيمة صادرات المغرب إلى الإمارات العربية المتحدة 1.41 مليار درهم خلال سنة 2022، مقابل 494.38 مليون درهم سنة 2018. وبخصوص واردات المغرب من الإمارات العربية المتحدة، فقد ارتفعت، وفق معطيات مكتب الصرف، من 7.68 مليار درهم سنة 2018، إلى أزيد من 14.48 مليار درهم سنة 2022.

### الاستثمارات الإماراتية
تميزت سنة 2014 بشراء شركة «اتصالات الإمارات»، لـ 53 % من رأسمال شركة «اتصالات المغرب» بـ4.2 مليارات يورو. وشهدت السنة نفسها بناء شركة طاقة بالجرف الأصفر التابعة لشركة «طاقة أبو ظبي» محطات إنتاج جديدة للطاقة الكهربائية. كما أصبحت الإمارات أول مستثمر في بورصة الدار البيضاء عام 2014 بـ 55 مليار درهم مغربي، وقدمت الإمارات مساهمتها بـ 1.25 مليار دولار في المنحة الخليجية البالغة 5 مليارات دولار لدعم التنمية الاقتصادية والاجتماعية في المملكة المغربية. كما ساهمت الإمارات كذلك بـ 500 مليون يورو في رأسمال صندوق وصال للتنمية السياحية البالغ ملياري يورو.
ودشنت دولة الإمارات مستشفى الشيخ خليفة بن زايد آل نهيان بمدينة الدار البيضاء ومصنع إفريقيا للأسمدة ومعمل تحلية مياه البحر بالجرف الأصفر بإقليم الجديدة. كما يحتضن المغرب عدة شركات تستثمر بالمملكة. وبلغ إجمالي الاستثمارات التي قدمها صندوق أبو ظبي للتنمية، نيابة عن حكومة دولة الإمارات العربية المتحدة، لتمويل مشاريع تنموية بالمغرب، منذ سنة 1976، نحو 7,3 مليار درهم إماراتي (حوالي ملياري دولار).
علاوة على ذلك، ساهم صندوق أبو ظبي للتنمية منذ تأسيسه عام 1974 في دعم مسيرة التنمية المستدامة في المملكة المغربية، وبصماته بارزة في المجالات الإنمائية التي تهم البنى التحتية من مستشفيات وسدود وموانئ وطرق، وآخر هذه المساهمات هو تمويل بناء ميناء طنجة المتوسط بمساهمة تقدر بـ 300 مليون دولار، بالإضافة إلى مساهمة الصندوق في تمويل إنشاء القطار فائق السرعة بين طنجة والدار البيضاء بـ 100 مليون دولار. وبحسب مركز الإمارات للدراسات والبحوث الإستراتيجية، تحتل دولة الإمارات المرتبة الأولى في بورصة الدار البيضاء خلال سنة 2014 باستثمارات بلغت 55 مليار درهم مغربي، كما قدمت مساهمتها بمليار و 250 مليون دولار في إطار المنحة الخليجية البالغة خمسة مليارات دولار لدعم التنمية الاقتصادية والاجتماعية في المملكة المغربية.
وتظل أضخم الاستثمارات الإماراتية في المغرب خلال السنوات الأخيرة، ما أقدمت عليه شركتا "دبي القابضة" و"إعمار"، فهذه الأخيرة استثمرت في المغرب 5.2 مليار دولار، من خلال مشروع "خليج بهية" بـ1.2 مليار دولار ومشروع سياحي عقاري في مراكش بـ500 مليون دولار، ومشاريع استثمارية أخرى، وتدخل شركة "إعمار" الإماراتية في إطار تعاقدي مع مؤسسة "أونا" أكبر هولدينغ مغربي تابع للقطاع الخاص. أما بالنسبة لمشاريع "دبي القابضة" تتنوع من "مشروع "أمواج" في مدينة الرباط البالغ كلفته ملياري دولار، إلى مشروعين آخرين سيتم تنفيذهما في مدينة الدار البيضاء.
بالإضافة إلى استثمارات أخرى لمجموعة من المؤسسات الإماراتية منها «صندوق أبو ظبي للتنمية» إذ يصل حجم استثماراته إلى 300 مليون دولار، أضخم هذه المشاريع إنجاز ميناء طنجة المتوسط والمنطقة المتوسطة في الشمال المغربي، بالإضافة إلى ذلك ستسند مهمة تسيير الميناء إلى مؤسسة «جبل علي» الإماراتية، وبذلك يتفوق الإماراتيون على المستثمرين الخارجيين التقليديين الذين عرفهم المغرب في العقود الماضية. وقد وقعت اتفاقية بين مجموعة مبادلة الإماراتية والحكومة المغربية لإجراء مسح شامل لثروات النفط والغاز في مياه المغرب الإقليمية بالبحر المتوسط، وشملت الاتفاقات توقيع مذكرات تفاهم في مجال البحث الزراعي ووقاية النباتات وتبادل المنتجات الزراعية، ومجال الصحة البيطرية وسلامة المنتجات الحيوانية ومنتجات البحر والاستثمار الزراعي وتربية المواشي.
ومنذ 1976، بلغ إجمالي الاستثمارات التي حررها صندوق أبو ظبي من أجل التنمية لتمويل مشاريع تنموية في المغرب، ما قيمته 7,3 مليار درهم إماراتي (حوالي ملياري دولار) خصصت لإنجاز 64 مشروعا تنمويا يهم، بالأساس، قطاعات النقل والبنيات التحتية والاتصالات البعدية والماء الصالح للشرب والسكن والتعليم والفلاحة والكهرباء.

### التعاون الثقافي

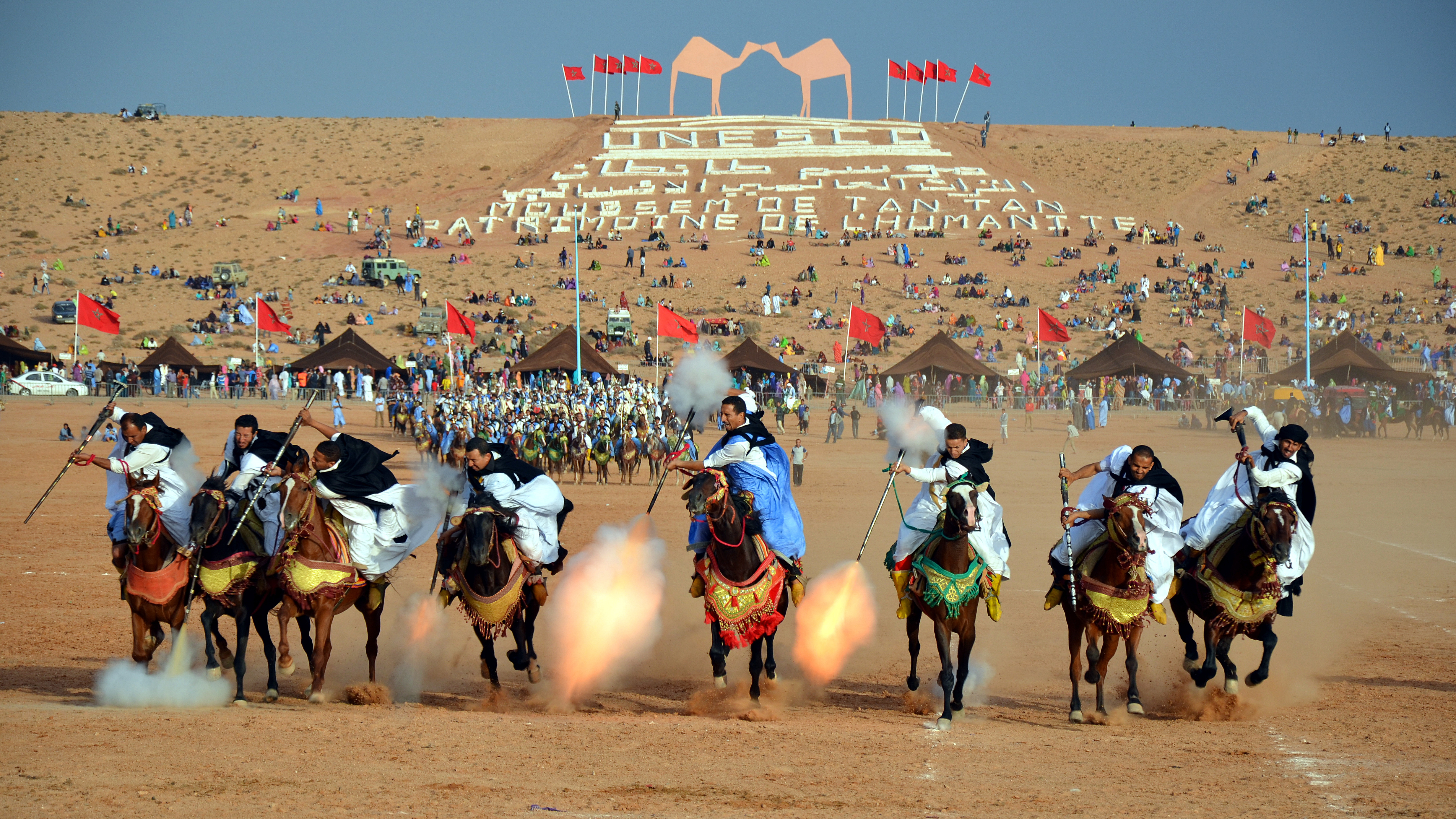
موسم طانطان يعرف زيارة إماراتية في إطار التبادل الثقافي بين البلدين.

لا يقتصر التعاون بين الإمارات والمملكة المغربية فقط على الصعيدين السياسي والاقتصادي، بل يتجاوزه ليشمل التعاون الثقافي، فدولة الإمارات تشارك في أبرز الفعاليات الثقافية والفنية التي تستضيفها المملكة المغربية.
كما أن تقارب مظاهر التراث والقواسم الحضارية المشتركة بين الإمارات والمغرب تتجسد في الثقافة الشعبية الصحراوية المغربية، خاصة على مستوى الشعر والأمثال والحكاية الشعبية. وكذا، طقوس واحتفالات الخطوبة والزواج والاحتفال بالمولود وتقاليد الأعياد بالإضافة إلى التراث الأدبي كالزجل والشعر المقفى الذي يؤدى جماعة.
وقد وقعت وزارة الثقافة المغربية ودائرة الثقافة والإعلام التابعة لحكومة الشارقة بدولة الإمارات العربية المتحدة، في 26 من فبراير 2016، على مذكرة تفاهم بشأن إنشاء مؤسسة تحمل اسم «دار الشعر» بمدينة تطوان.
وستهتم هذه المؤسسة، وفقا لمذكرة التفاهم بالشعر وبسبل الرقي به وتوسيع نطاق تداوله على أن يتعاون الطرفان على تطبيق وتحقيق الأهداف المشتركة في هذا الإطار وتنفيذ أنشطة هذه المنشأة الثقافية.
كما احتضنت عاصمة الإمارات العربية المتحدة أبو ظبي من الفترة الممتدة من 4 إلى 11 ديسمبر 2015 معرض «الأسبوع المغربي التراثي» الذي يحتضنه مركز أبو ظبي الوطني للمعارض ونادي أبو ظبي للفروسية، وذلك تحت رعاية الملك محمد السادس والشيخ خليفة بن زايد آل نهيان، تزامناً مع احتفالات الإمارات العربية المتحدة باليوم الوطني الرابع والأربعين، بمشاركة العاهل المغربي.
كما شاركت دولة الإمارات في الدورة الـ (10) من مهرجان الناظور الدولي للشعر بمدينة الناظور في المملكة المغربية، برعاية «هيئة الفجيرة للثقافة والإعلام». إذ حلّ الشاعران الإماراتيان خالد الظنحاني وعمر بن قلالة العامري ضيفي شرف على المهرجان الذي نظمته «رابطة المبدعين المغاربة بالريف» برعاية وزارة الثقافة المغربية تحت شعار «المغرب.. أفريقيا جذور مشتركة»، بمشاركة عدد من الدول العربية والأفريقية والأوروبية.
كما تشارك الإمارات في موسم طانطان الثقافي المقام في المغرب الذي يشكل فرصة للتعريف بجهود الإمارات في تسجيل عناصر التراث المعنوي ضمن قائمة اليونسكو للتراث الإنساني غير المادي. ويسلط الضوء على التراث المحلي الإماراتي والترويج له في كافة المحافل الدولية خاصة ويعتبر تظاهرة ثقافية وفنية مميزة في شمال أفريقيا بقدرته على تجميع أشكال متنوعة من ثقافات البدو الرحل مما يتيح فرصة لالتقاء الثقافات العربية المختلفة في بوتقة واحدة.

### التعاون الأمني والعسكري
رغم الحضور الجلي للبعد الاقتصادي في العلاقة الإماراتية المغربية، فإنّ الدولتين عرفتا على مر التاريخ تعاونًا وتنسيقًا في مجالات أخرى، حيث أُبرم البلدين اتفاقية للتعاون في مجال الأمن سنة 1992 واتفاقية التعاون القضائي في المسائل الجنائية وتسليم المجرمين وفي المسائل المدنية والتجارية والأحوال الشخصية واتفاقية التعاون العسكري سنة 2006.
وتنص اتفاقية التعاون العسكري لسنة 2006 على أن يجري تفعيل التعاون من خلال الزيارات الرسمية وعقد الاجتماعات الثنائية، والزيارات الرسمية للأفراد العسكريين والمدنيين، وتبادل الخبرات العسكرية أو المدنية، من خلال إلحاق الأفراد العسكريين والمدنيين، فضلا عن حضور الدورات العسكرية أو المدنية والتدريبات، وكذا المشاركة في الأنشطة الرسمية التي ينظمها البلدان.
ويهدف التعاون العسكري والاستخباراتي بين البلدين إلى المساهمة في نقل التكنولوجيا والمعرفة في مجالات التصنيع العسكري والفني والصناعة العسكرية والتمارين العسكرية المشتركة والتدريب.
وترابط، في الإمارات 4 طائرات عسكرية مغربية إف 16 تشارك، تحت قيادة الإمارات، في الحرب الدولية على تنظيم «داعش» الإرهابي.
كما سبق وأن قام المغرب بنشر المئات من جنوده وعلى مدى عدة عقود على الأراضي الإماراتية في إطار المساهمة في تكوين جهاز الأمن بإمارة أبو ظبي.
وقد قرر ملك المغرب في أكتوبر 2014 إرسال وحدات عسكرية من الملكية المغربية، إلى دولة العربية المتحدة، لدعمها في «حربها على الإرهاب»، وشدد المغرب على أن مشاركة المغرب ليست أبداً ضمن إطار الائتلاف الدولي ضد تنظيم «الدولة الإسلامية»، مؤكدا أن التعاون «ثنائي محض وبقيادة إماراتية».
وفي 1 يوليوز 2025، استقبل المدير العام للأمن الوطني ولمراقبة التراب الوطني عبد اللطيف حموشي، بالرباط، علي عبيد الظاهري رئيس جهاز الاستخبارات الوطني لدولة الإمارات العربية المتحدة، الذي كان مرفوقا بوفد أمني رفيع المستوى، وذلك في إطار زيارة عمل ترمي إلى تطوير آليات التعاون والمساعدة المتبادلة، وتوسيع مجالات ومستويات التنسيق والشراكات الأمنية، و انصبت المباحثات بين الجانبين حول سبل تعزيز التعاون العملياتي والتنسيق الأمني، وتدعيم آليات التبادل البيني للمعلومات، لمواجهة سائر التحديات والتهديدات الأمنية، خاصة منها المخاطر الإرهابية في مختلف بؤر التوتر، كما عرف هذا اللقاء تقييما للتحديات الأمنية المتصاعدة بالقارة الإفريقية، خاصة بمنطقة الساحل والصحراء، مع تدارس سبل تعزيز العمل المشترك لمواجهة تحديات الظاهرة الإرهابية بالمنطقة، والتي أصبحت تشكل مصدر قلق متزايد ليس فقط على الدول المجاورة وإنما على الأمن والسلم العالميين.

### المجال البيئي
أعلن ثاني بن أحمد الزيودي، وزير التغير المناخي والبيئة الإماراتي، بأبوظبي، دعم دولة الإمارات العربية المتحدة للمغرب من أجل ضمان نجاحه في تنظيم مؤتمر الأطراف الثاني والعشرين لاتفاقية الأمم المتحدة الإطارية بشأن تغير المناخ (كوب 22) في نوفمبر 2016. ومن جهته، أكد فهد الحمادي مدير إدارة التغير المناخي في وزارة التغير المناخي والبيئة أن تنظيم دولة الإمارات عدة أنشطة خلال مؤتمر مراكش، من بينها على الخصوص حلقة شبابية بحضور شمة بنت سهيل بن فارس المزروعي وزيرة الدولة لشؤون الشباب. وتحدث عن اشتمال المشاركة الإماراتية على عدد من المبادرات، إلى جانب استعراض جهود الدولة في مجال الحد من ظاهرة الاحتباس الحراري وتغير المناخ، بمشاركة الشباب والمؤسسات الأكاديمية والقطاع الخاص.

### المجال الرياضي
تنظم كل سنة قمة كروية تجمع بين بطلي المغرب والإمارات في كرة القدم، وذلك في إطار الاتفاقية التي تم توقيعها بين اتحادي الكرة الإماراتي والمغربي، وتسمى «كأس الصداقة المغربية الإماراتية». وكانت النسخة الأولى للكأس، جمعت العين والوداد البيضاوي العام الماضي في المغرب، وحسمها العين بركلات الترجيح من نقطة الجزاء.

## زيارات العاهل المغربي للإمارات العربية
في ما يلي جرد بالزيارات التي قام بها الملك محمد السادس لدولة الإمارات العربية المتحدة منذ توليه الحكم.
- 25-28 ديسمبر 1999

- الملك محمد السادس يقوم بجولة زار خلالها كل من المملكة العربية السعودية والإمارات العربية المتحدة وتونس. وبدولة الإمارات العربية المتحدة أجرى الملك مباحثات مع رئيس الدولة الشيخ زايد بن سلطان آل نهيان.
- 3-4 مارس 2001

- الملك محمد السادس يقوم بزيارة ودية لدولة الإمارات العربية المتحدة أجرى خلالها مباحثات مع الشيخ زايد بن سلطان آل نهيان، رئيس دولة الإمارات العربية المتحدة ومع خليفة بن زايد آل نهيان، ولي عهد أبو ظبي نائب القائد الأعلى للقوات المسلحة بالإمارات.
- 17-18 فبراير 2002

- الملك يقوم بزيارة ود وصداقة لدولة الإمارات العربية المتحدة أجرى خلالها مباحثات مع الشيخ زايد بن سلطان آل نهيان، رئيس دولة الإمارات العربية المتحدة، ومع الشيخ خليفة بن زايد آل نهيان، ولي عهد أبو ظبي نائب القائد الأعلى للقوات المسلحة الإماراتية.
- 19-25 يناير 2004

- الملك يحل بأبوظبي قادماً إليها من القاهرة في زيارة أخوية لدولة الإمارات العربية المتحدة.
وقد تميزت الزيارة الملكية بالمباحثات التي أجراها الملك محمد السادس بقصر البحر بأبوظبي مع زايد بن سلطان آل نهيان، رئيس دولة الإمارات العربية المتحدة. كما أجرى جلالته مباحثات مع الشيخ خليفة بن زايد آل نهيان، ولي عهد أبوظبي نائب القائد الأعلى للقوات المسلحة الإماراتية.
كما قام الملك بزيارة لميناء جبل علي بدبي والمنطقة الحرة التابعة له.
- 25-27 أبريل 2005

- الملك يقوم بزيارة رسمية لدولة الإمارات العربية المتحدة بدعوة من الشيخ خليفة بن زايد آل نهيان. وخلال هذه الزيارة أجرى جلالته بقصر البطين بأبوظبي مباحثات مع الشيخ خليفة بن زايد آل نهيان، وقام جلالته بزيارة ضريح الشيخ زايد بن سلطان آل نهيان.
- 4-7 مايو 2005

- الملك، وأثناء عودة جلالته من سنغافورة يقوم بزيارة لدبي بالإمارات العربية المتحدة.
- 22-23 أكتوبر 2012

- الملك، مرفوقا بالملكي الأمير مولاي رشيد، يقوم بزيارة عمل رسمية لدولة الإمارات العربية المتحدة، في إطار جولة زار خلالها جلالته المملكة العربية السعودية وقطر والكويت، وهي البلدان الأعضاء في مجلس التعاون الخليجي المساهمة في برامج التمويل على شكل هبات لمشاريع التنمية بالمغرب في إطار الشراكة الإستراتيجية المبرمة سنة 2011 بين المملكة المغربية ومجلس التعاون الخليجي.
- فاتح مايو 2015

- في زيارة خاصة للإمارات العربية المتحدة، أمير المؤمنين الملك محمد السادس، يؤدي صلاة الجمعة رفقة الشيخ محمد بن زايد آل نهيان، ولي عهد أبوظبي نائب القائد الأعلى للقوات المسلحة بدولة الإمارات العربية المتحدة، والملكي الأمير مولاي رشيد، بمسجد سلطان بن زايد الأول بأبوظبي.
- 4 مايو 2015

- حفل استقبال رسمي، بأبوظبي، على شرف الملك، الذي يقوم بزيارة عمل وأخوة لدولة الإمارات العربية المتحدة. وتميزت الزيارة الملكية على الخصوص بإجراء مباحثات ثنائية وبمأدبة غداء أقامها الشيخ محمد بن زايد آل نهيان، ولي عهد أبوظبي، نائب القائد الأعلى للقوات المسلحة بدولة الإمارات العربية المتحدة، على شرف الملك والوفد المرافق له.
- 11 نونبر 2017

حل الملك محمد السادس بأبوظبي للمشاركة في افتتاح متحف اللوفر أبوظبي.
- 4 دجنبر 2023

زيارة رسمية للملك محمد السادس إلى دولة الإمارات العربية المتحدة تميزت بتوقيع قائدي البلدين على إعلان “نحو شراكة مبتكرة ومتجددة وراسخة بين المملكة المغربية ودولة الإمارات العربية المتحدة”، الذي يروم الارتقاء بالعلاقات والتعاون الثنائي إلى آفاق أوسع، عبر شراكات اقتصادية فاعلة، تخدم المصالح العليا المشتركة وتعود بالتنمية والرفاه على الشعبين الشقيقين.

## الاتفاقيات المبرمة بين البلدين منذ 1999 إلى 2023
في ما يلي جرد بأهم الاتفاقيات الموقعة بين المملكة المغربية ودولة الإمارات العربية المتحدة منذ اعتلاء الملك محمد السادس العرش.
- 17 نونبر 1999

- التوقيع بالدار البيضاء على اتفاقية شراكة واستثمار بين غرفة التجارة والصناعة والخدمات للدار البيضاء وغرفة تجارة وصناعة الشارقة بدولة الإمارات العربية المتحدة، تهدف إلى المساهمة في تنمية وتطوير النشاط الاقتصادي بين البلدين وتبادل المعلومات التجارية وتنظيم الاستثمار بين الغرفتين.
- 19 نونبر 1999

- التوقيع بمدينة فاس على اتفاقية توأمة بين غرفة التجارة والصناعة والخدمات لولاية فاس وإقليم بولمان، وغرفة تجارة وصناعة الشارقة بالإمارات العربية المتحدة.
- 25 يونيو 2001

- التوقيع بالرباط على اتفاقية استثمار بين الحكومة المغربية والشركة المغربية الإماراتية للتنمية "صوميد" يتم بموجبها منح هذه الشركة تسهيلات جمركية وضريبية يخولها قانون المالية لسنة 2001 للشركات التي تقوم بإنجاز برامج استثمارية بمبالغ تفوق 200 مليون درهم.
- 26 يونيو 2001

- التوقيع بأكادير على عدة اتفاقيات للتعاون بين المملكة المغربية ودولة الإمارات العربية المتحدة تهم بالأساس ميادين النقل الجوي وإقامة منطقة للتجارة الحرة بين البلدين والتعاون في المجال الإداري.
- 5 فبراير 2002

- التوقيع بدبي على اتفاق توأمة بين ميناء الدار البيضاء وموانئ دبي، يهدف إلى تبادل الخبرات والمعلومات في مجالات تطوير المهارات الفنية في الميادين المتعلقة بأنشطة العمل بالميناء وتبادل الخبرات والمعلومات لزيادة حجم نشاط الموانئ وزيارة الطاقة الإنتاجية لأرصفتها.
- 12 شتنبر 2002

- التوقيع بالرباط على اتفاقية بين المملكة المغربية ودولة الإمارات العربية المتحدة تتعلق بتمويل مشروع ميناء طنجة المتوسطي.
- 20 مارس 2003

- التوقيع بالرباط على ثلاث اتفاقيات بين مؤسسة بريد المغرب وبريد الإمارات تهم مجالات التحويلات المالية والطرود البريدية وخدمة البريد السريع.
- 26 غشت 2003

- التوقيع بالرباط على اتفاقية للتعاون بين الحكومة المغربية وشركة "غنتوت" الإماراتية تتعلق بإنجاز وحدات فندقية بمدينة مراكش بغلاف مالي يصل إلى 220 مليون درهم.
- 22 شتنبر 2003

- التوقيع بأبو ظبي على بروتوكول للتعاون القضائي والقانوني بين المملكة المغربية ودولة الإمارات العربية المتحدة.
- 24 شتنبر 2003

- التوقيع على اتفاقية للتعاون التجاري بين الخطوط الملكية المغربية وشركة الإمارات للطيران .
- 16 فبراير 2004

- التوقيع على عدة اتفاقيات بين المملكة المغربية ودولة الإمارات العربية المتحدة خلال أشغال الدورة الثالثة للجنة المشتركة المغربية الإماراتية.
  وتهم هذه الاتفاقيات المجال السياحي والبرنامج التنفيذي للاتفاقية الإعلامية للفترة من 2004 إلى 2006 والبرنامج التنفيذي لبروتوكول التعاون الثقافي للفترة ذاتها، ومذكرة تفاهم للتعاون في المجال البيئي ومذكرة تفاهم للتعاون في مجال الاتصالات وتقنيات المعلومات والانترنيت وبروتوكول تعاون في مجال الثروة السمكية والموارد البحرية.
- 11 أكتوبر 2004

- التوقيع بواد الرمل "طنجة" بين الوكالة الخاصة "طنجة المتوسط" و "مؤسسة جبل علي - المنطقة الحرة" على اتفاقية للتعاون. وتتعلق هذه الاتفاقية بتدبير وتسويق المناطق الحرة بالمركب المينائي طنجة المتوسط.
- 7 فبراير 2005

- التوقيع بالرباط بين المغرب ودولة الإمارات العربية المتحدة على مذكرة تفاهم لتوثيق أواصر التعاون الإسلامي بين البلدين وإعطائه دفعة جديدة في مجالات إحياء التراث الإسلامي والدعوة الإسلامية والوعظ والإرشاد والتصدي للفكر المتطرف وتنمية الوقف واستثماره.
- 17 ماي 2005

- التوقيع بالرباط على مذكرة تفاهم بين صندوق الإيداع والتدبير وشركة "صبر" للتهيئة و"دبي الدولية للعقارات" لإنجاز مشروع (أمواج) الاستثماري الخاص بتهيئة ضفتي نهر أبي رقراق بتكلفة مالية قدرها ملياري دولار.
- 21 أبريل 2006

- المغرب والإمارات العربية المتحدة يوقعان بالرباط على اتفاقية للتعاون القضائي في المسائل الجنائية وتسليم المجرمين وفي المسائل المدنية والتجارية وقضايا الأسرة (الأحوال الشخصية.)
- 2 ماي 2006

- التوقيع بالرباط على اتفاقية للتعاون في المجال العسكري بين المغرب والإمارات العربية المتحدة. ستمكن هذه الاتفاقية من إرساء تعاون خاص ومفتوح وملموس في المجال العسكري والأمني والجيش سيشمل ميادين مختلفة تهم التكوين وتبادل المعلومات وعمليات مشتركة.
- 5 يونيو 2006

- مجلس القيم المنقولة بالمغرب يوقع مذكرة تفاهم مع هيئة الأوراق المالية والسلع بالامارات العربية المتحدة، تهدف الى تعزيز التعاون وتبادل الخبرات في قطاع الأوراق المالية بين الجانبين.
- 23 يوليوز 2006

- التوقيع بالدار البيضاء بين الدولة من جهة واثنتين من أكبر المجموعات بالإمارات العربية المتحدة، وهما شركة "ريم" للاستثمار وشركة "صروح" من جهة أخرى، على اتفاقيتين تتعلقان بانجاز استثمارات هامة في مدينتي الرباط ومراكش.
- 23 يوليوز 2006

- التوقيع بالدار البيضاء تحت رئاسة صاحب الجلالة الملك محمد السادس، نصره الله، وصاحب السمو الملكي الأمير مولاي رشيد، وصاحب السمو الشيخ خليفة بن زايد آل نهيان، رئيس دولة الإمارات العربية المتحدة، على محضر الدورة الرابعة للجنة العليا المشتركة المغربية الإماراتية وعلى مجموعة اتفاقيات للتعاون.
- 8 نونبر 2006

- التوقيع بالرباط على اتفاق تفويت رصيف المحروقات بميناء طنجة المتوسط لمدة 25 سنة بين الوكالة الخاصة طنجة-المتوسط ومجموعة الشركات المكونة من "هرايزن ترمينلز" المحدودة التابعة للمجموعة الإماراتية ناشيونال أويل كمباني، و"الشركة المغربية لتوزيع الوقود" و"إنديباندنت بتروليوم" (الكويت) .
- 24 نونبر 2006

- التوقيع بالرباط على مذكرة تفاهم بين مجموعة الضحى وشركة القدرة القابضة الاماراتية، من أجل تأسيس شركة بين المجموعتين لإنجاز مشاريع تخص مجالي الإعمار والسياحة.
- 14دجنبر 2006

- التوقيع بالدار البيضاء على اتفاقية تعاون بين "مجموعة الضحى" وشركة "المغرب والإمارات للتنمية (صوميد)" في قطاع البناء والسكن.
- 27 مارس2007

- التوقيع بالدار البيضاء على مذكرة تفاهم بين ولاية جهة الدار البيضاء الكبرى ودائرة البلديات والزراعة ببلدية أبوظبي، تتعلق بتنفيذ مشروع مركز الشيخ خليفة بن زايد آل نهيان الاستشفائي بالعاصمة الاقتصادية.
- 28 مارس 2007

- التوقيع بالدار البيضاء بين المكتب الوطني للمطارات والشركة الإماراتية "الحل القابضة" على مذكرة للتفاهم بشأن إنجاز محطة كبرى للشحن الجوي بمطار بن سليمان.
- فاتح أبريل 2007

- التوقيع بأبوظبي على اتفاقية لتأسيس شركة ريم للاستثمارات الدولية (ريم المغرب) التي ستنجز مشروعا عقاريا وسياحيا بمدينة مراكش تحت إسم (أطلس غاردن) بتكلفة تبلغ مليار دولار.
- 3 أبريل 2007

- التوقيع بالرباط بين الجامعة المغربية للكشفية وجمعية كشافة الإمارات على اتفاقية شراكة وتعاون في مجال الكشفية، تهدف إلى تحديد آليات التعاون بين الجمعيتين، وتنظيم تبادل الخبرات بينهما، وتوحيد مواقفهما في المحافل الكشفية العربية والدولية.
- 23 ماي 2007

- التوقيع بالرباط على الاتفاقيات الخاصة بتنفيذ مذكرة التفاهم المتعلقة بإنجاز مشروع "سفيرة" الخاص بتهيئة كورنيش الرباط الذي تشرف عليه مجموعة إعمار الإمارتية.
- 24 يوليوز 2007

- التوقيع بالرباط على بروتوكول للتعاون التقني بين المغرب ودولة الإمارات العربية المتحدة في مجالات العمل والتشغيل والرعاية الاجتماعية للعمال. وينص البروتوكول أيضا على تبادل الخبرات والمعلومات في مجال إدماج الشباب وتدريبهم وتأهيلهم المهني.
- 20 غشت2007

- التوقيع بالرباط بين شركة (الاتحاد) للطيران الناقل الوطني لدولة الإمارات العربية المتحدة وشركة الخطوط الملكية المغربية على اتفاقية لاستخدام رمز رحلات مشترك لتسيير رحلات إلى القارة الافريقية.
- 6 شتنبر 2007

- التوقيع بالرباط على ميثاق للمساهمين بين وكالة تهيئة ضفتي أبي رقراق والمجموعة الإماراتية (المعبر الدولية) يهدف إلى تنمية المرحلة الأولى من مشروع تهيئة ضفتي نهر أبي رقراق، "باب البحر".
- نونبر2007

- التوقيع على اتفاقية شراكة بين مجموعة "هولماركوم" صاحبة الأسهم الرئيسية في الخطوط الجوية الجهوية وشركة (العربية للطيران)، التي تعد أكبر ناقلة جوية ذات الكلفة المنخفضة بالشرق الأوسط وشمال إفريقيا.
- 4 دجنبر 2007

- التوقيع بالدار البيضاء على اتفاقية شراكة للنهوض بأوضاع الفئات الاجتماعية الأكثر هشاشة، بين وزارة التنمية الاجتماعية والأسرة والتضامن والشركة الإماراتية "راك سيراميك" وشركة "أصالة ديفولوبمانت".
- 10 دجنبر2007

- التوقيع بابوظبي على اتفاقية قرض بين الشركة الوطنية للطرق السيارة بالمغرب وصندوق ابوظبي للتنمية بقيمة خمسين مليون دولار، يخصص لتمويل بناء مقطع (واد إيناون ـ تازة) من مشروع الطريق السيار (فاس ـ وجدة).
- 16 دجنبر2007

-التوقيع على اتفاقية قرض بين الشركة الإماراتية المغربية للتجارة والاستثمارات العامة (إمروك) وبنك أبوظبي الوطني، بقيمة مليار وأحد عشر مليون درهم إماراتي (مليارين و22 مليون درهم) لتمويل بناء برجين فاخرين بمدينة أبوظبي.
- 23 يناير 2008

- التوقيع بإمارة عجمان على اتفاقية للتعاون في المجال الثقافي بين اتحاد كتاب المغرب ودائرة الثقافة والاعلام، تهدف إلى تعزيز التواصل الثقافي بين الكتاب والمثقفين والمبدعين في المغرب ودائرة الثقافة والاعلام في عجمان.
- 4 مارس 2008

- التوقيع بأبوظبي على اتفاقيتين لتمويل بناء مدرسة ابتدائية ومحطة طرقية بمدينة أصيلة، بين مؤسسة منتدى أصيلة وصندوق أبوظبي للتنمية.
- 2 يوليوز 2008

- التوقيع بأبوظبي على عقد تنفيذ مشروع مركز الشيخ خليفة بن زايد الاستشفائي التخصصي بالدار البيضاء مع المكتب الاستشاري الهندسي الفرنسي (جاكوب فرانس) الذي يتولى، بموجب العقد، أعمال الدراسات الهندسية والتصميم والإشراف على تنفيذ المشروع .
- 25 مارس 2010

- التوقيع بالرباط على مذكرة تفاهم بين شركة حديقة الحيوانات الوطنية ومنتزه العين للحياة البرية بأبو ظبي بدولة الإمارات العربية المتحدة، تندرج في إطار انفتاح الحديقة الوطنية للحيوانات بالرباط على نظيراتها في العالم.
- 11 يوليوز2010

- التوقيع بأصيلة، على هامش الدورة الـ32 لموسم أصيلة الثقافي الدولي، على اتفاقية للتعاون في المجال الثقافي بين مؤسسة منتدى أصيلة وهيئة أبو ظبي للتراث والثقافة.
- فاتح نونبر 2010

- التوقيع بإمارة الشارقة على مذكرة تفاهم بين غرفة صناعة وتجارة الشارقة وغرفة الصناعة والتجارة والخدمات بالناظور، تروم تعزيز التعاون التجاري والاقتصادي بين الهيئتين.
- 19 يناير 2011

- التوقيع بإمارة دبي، على هامش أشغال مؤتمر الموارد البشرية الدولي 2011، على اتفاقية تعاون بين المغرب ودولة الإمارات العربية المتحدة في مجال تثمين الموارد البشرية.
- 29 مارس 2011

- التوقيع بإمارة دبي على مذكرة تفاهم بين المغرب والإمارات تهم تعزيز وتطوير التعاون في المجالات ذات الصلة بتأهيل التعليم الجامعي.
- 11 أبريل 2011

- التوقيع بإمارة الشارقة، على هامش فعاليات الدورة التاسعة لأيام الشارقة التراثية، على اتفاقية توأمة وتعاون بين أيام الشارقة التراثية، وموسم طانطان الثقافي، تهم تبادل الخبرات بين القائمين على التظاهرتين، ورفع مستواهما وزيادة تأثيرهما الإقليمي والدولي.
- 20 يونيو 2011

- التوقيع بأبوظبي بين المغرب ودولة الإمارات العربية المتحدة على محضر تبادل وثائق التصديق على اتفاقية التعاون القضائي والمسائل الجنائية والمدنية وقضايا الأسرة وتسليم المجرمين المبرمة بين البلدين.
- 27 أكتوبر 2011

- التوقيع بإمارة دبي على مذكرة تفاهم بين المركز المغربي لانعاش الصادرات (مغرب-اكسبور) ومؤسسة دبي لتنمية الصادرات التابعة لدائرة التنمية الاقتصادية بدبي، ترمي الى تعزيز التعاون التجاري والاقتصادي بين المؤسستين.
- 10 يوليوز 2012

- التوقيع بفاس على اتفاقية شراكة بين مهرجان فاس للمسرح الجامعي ومسرح عجمان الوطني بالإمارات العربية المتحدة من أجل المساهمة في تعزيز التعاون الثقافي والفني بين المؤسستين.
- 16 يناير 2013

التوقيع بأبوظبي، على هامش أشغال القمة العالمية السادسة لطاقة المستقبل، على "اتفاقية إطارية" لتعزيز التعاون في مجال الطاقة النظيفة والمتجددة بين وزارة الطاقة والمعادن والماء والبيئة وشركة "مصدر" الإماراتية التي تعنى بحلول الطاقة المتجددة .
- ماي 2013

- التوقيع بأبو ظبي على مذكرة تفاهم لتطوير منتجع صحراوي بالداخلة بين الشركة المغربية للهندسة السياحية والمجموعة الاستثمارية الإماراتية (الشافي) .
- 22 أكتوبر 2013

- التوقيع بأبو ظبي على اتفاقية تعاون تروم تطوير أدوات الحكامة القضائية الجيدة وتبادل الخبرات والتجارب بين محكمة النقض المغربية ونظيرتها المحكمة الاتحادية العليا بالإمارات العربية المتحدة .
- ماي 2014

- التوقيع بالرباط بين شركة "اتصالات المغرب"  و شركة الاتصالات الإماراتية "اتصالات" على اتفاق من أجل اقتناء فروعها العاملة في كل من بنين وكوت ديفوار والغابون والنيجر وجمهورية إفريقيا الوسطى  والطوغو.
8 فبراير 2015
- التوقيع بإمارة الشارقة، على هامش المنتدى العالمي للاستثمار الأجنبي المباشر، على مذكرة تفاهم بين مدينتي طنجة والشارقة، تفتح آفاق تعزيز التعاون في مجالات العمل العام المشترك والقطاعات الاقتصادية والثقافية والرياضية والشبابية.
17 مارس 2015
-التوقيع بالقصر الملكي بالدار البيضاء، تحت رئاسة صاحب الجلالة الملك محمد السادس، وصاحب السمو الملكي الأمير مولاي رشيد، وصاحب السمو الشيخ محمد بن زايد آل نهيان، ولي عهد أبو ظبي نائب القائد الأعلى للقوات المسلحة بدولة الإمارات العربية المتحدة، على عدد من اتفاقيات التعاون الثنائي في مجالات متنوعة.
  ويتعلق الأمر بالاتفاقيات ومذكرات التفاهم التالية:
- اتفاقية للتعاون في المجال الأمني ومكافحة الإرهاب .
- مذكرة تفاهم بشأن إنشاء لجنة مشتركة للشؤون القنصلية.
- مذكرة تفاهم بين الأكاديمية المغربية للدراسات الدبلوماسية وأكاديمية الإمارات الدبلوماسية.
- مذكرة تفاهم في مجال الحجر الزراعي ووقاية النباتات وتبادل المنتجات الزراعية.
- مذكرة تفاهم في مجال الصحة البيطرية وسلامة المنتجات الحيوانية ومنتوجات البحر.
  - مذكرة تفاهم في مجال الاستثمار الزراعي وتربية المواشي.
  - اتفاقية تتعلق بالمساعدة الإدارية والتقنية المتبادلة في المجال الجمركي.
  - مذكرة تفاهم بشأن إنجاز مشروع مركز تدريب متعدد الاختصاصات .
  - اتفاقية تتعلق ببناء فندق بمدينة الرباط .
  - مذكرة تفاهم للتعاون الإسلامي.
  - مذكرة تفاهم بشأن التعاون في مجال التربية والتعليم .
  - مذكرة تفاهم للتعاون في مجال التعليم العالي والبحث العلمي.
  - مذكرة تفاهم للتعاون في مجالي الشباب والرياضة.
- مذكرة تفاهم بين وزارة الصحة بالمملكة المغربية، وهيئة الصحة بأبو ظبي ، بدولة الإمارات العربية المتحدة.
- اتفاقية تعاون إطارية في مجال الطاقات المتجددة .
- عقد بين المكتب الوطني للهيدروكاربروات والمعادن، والمجموعة الإماراتية "مبادلة بتروليوم" من أجل استكشاف وتقييم مقدرات النفط بمنطقة المتوسط الغربي.
- اتفاقية للتعاون المشترك بين المكتب الوطني للماء الصالح للشرب والكهرباء، وشركة أبو ظبي لطاقة المستقبل "مصدر"، بشأن تنفيذ مشاريع الأنظمة الشمسية المنزلية بالقرى غير المرتبطة بالشبكة الكهربائية والموجودة بالجماعات المستهدفة ببرنامج المبادرة الوطنية للتنمية البشرية.
- مذكرة تفاهم بشأن التعاون بين الوكالة المغربية للطاقة الشمسية، وشركة أبو ظبي لطاقة المستقبل "مصدر".
- اتفاقية حول صفقة شراء الحصص الكاملة المملوكة لمجموعة مؤسسة الإمارات للاتصالات في شركات بإفريقيا من طرف "اتصالات المغرب".
- مذكرة تفاهم بين وكالة تهيئة ضفتي وادي أبي رقراق وشركة "إيجل هيلس".
- مذكرة تفاهم بين وكالة تهيئة ميناء طنجة المدينة وشركة "إيجل هيلس".
- ماي 2015

- التوقيع على اتفاق يهم تفويت 14 في المائة من رأسمال شركة باب البحر للتطوير (الاسم الجديد مارينا موروكو) لصالح صندوق ايجل هيلز أبوظبي، عضو جمعية المساهمين في الشركة، ب50 في المائة من خلال شركة (المعبر الدولية) من طرف وكالة تهيئة ضفتي أبي رقراق.
- 7 دجنبر 2015

- التوقيع بأبوظبي على ثلاث اتفاقيات مع مستثمرين إماراتيين والتي تهم إنجاز مشاريع في القطاع الفلاحي باستثمارات إجمالية تبلغ 407 ملايين درهم.
- 26 فبراير 2016

-  التوقيع بالرباط على مذكرة تفاهم بين وزارة الثقافة ودائرة الثقافة والإعلام - حكومة الشارقة بدولة الإمارات العربية المتحدة بشأن إنشاء مؤسسة تحمل اسم "دار الشعر" بمدينة تطوان.
- 12 أبريل 2016

-  جهة مراكش آسفي توقع بدبي، مذكرة تفاهم مع الملتقى السنوي للاستثمار الذي تنظمه وزارة الاقتصاد الإماراتية، بهدف تعزيز التعاون بينهما في أفق تنظيم ملتقى مماثل بمدينة مراكش ابتداء من سنة 2017.
- 21 أبريل 2016

- المغرب والإمارات العربية المتحدة يوقعان، بمقر الأمم المتحدة، على مذكرة تفاهم تروم تقديم الدعم التقني للمركز المغربي للكفاءات للتغيرات المناخية.
- 27 أبريل 2016

- التوقيع بمراكش على مذكرة تفاهم بين المديرية العامة للطيران المدني بالمغرب والهيئة العامة للطيران المدني بدولة الإمارات العربية المتحدة بهدف تعزيز التعاون المشترك وتبادل الخبرات ذات الصلة.
- 18 غشت 2016

- التوقيع  بالرباط على مذكرة تفاهم بين وزارة التجهيز والنقل و"معهد الإمارات للسياقة" للتعاون في مجال النقل والسلامة الطرقية
- 8 نونبر 2016

- التوقيع بمراكش على اتفاقية إطار للشراكة لاستضافة مراكش لملتقى دبي السنوي للاستثمار (الدورة الإفريقية) خلال الفترة الممتدة ما بين 29 و31 أكتوبر 2017.
- 18 دجنبر 2017

- التوقيع  بالرباط على اتفاقية شراكة بين الجامعة الملكية المغربية لرياضات الكيك بوكسينغ، المواي طاي، الصافات والرياضات المماثلة واتحاد الإمارات للمواي طاي والكيك بوكسينغ.
- 29 يناير 2018

- اللجنة الوطنية لمراقبة حماية المعطيات ذات الطابع الشخصي توقع بالرباط على مذكرة تفاهم مع سلطة حماية المعطيات الشخصية بسوق أبوظبي العالمي،تؤطر تعاونهما في مجال حماية الحياة الخاصة والمعطيات الشخصية.
16 أبريل 2018
- التوقيع بدبي على مذكرة تفاهم بين المغرب والإمارات العربية المتحدة تتعلق بالتعاون في مجال تأهيل وتطوير الموارد البشرية.
02 أكتوبر 2018
- التوقيع بدبي على بروتوكول للتعاون وتبادل الخبرات بين هيئة مراقبة التأمينات والاحتياط الاجتماعي وهيئة التأمين الإماراتية
11 مارس 2019
- توقيع مذكرة تفاهم بين مجلس النواب والمجلس الوطني الاتحادي بدولة الامارات العربية المتحدة
- 13 مارس 2019

- التوقيع بالرباط على مذكرة تفاهم بين بنك المغرب وسلطة دبي للخدمات المالية
- 28 مارس 2019

- التوقيع بدبي على مذكرة تفاهم بين المغرب والامارات تتعلق بتشجيع وإدارة الاستثمار العقاري
- 17 أبريل 2019

- نادي المحامين بالمغرب وجمعية الإمارات للمحاميين والقانونيين يوقعان بالدار البيضاء،على مذكرة تفاهم تتعلق بالتعاون والرقي بالفكر القانوني.
- 05 نونبر 2019

- التوقيع بأبوظبي على مذكرة تفاهم بين وكالة (مازن) ومنظمة الأمم المتحدة للتنمية الصناعية لتطوير تكنولوجيا الطاقة المتجددة لفائدة البلدان النامية
- 15 يناير 2020

- التوقيع على مذكرة تفاهم بين الوكالة المغربية للنجاعة الطاقية وجامعة خليفة للعلوم والتكنولوجيا بأبوظبي
- 9 يونيو 2022

- الاتحاد العام لمقاولات المغرب، واتحاد غرف التجارة والصناعة بالإمارات العربية المتحدة يوقعان بالرباط ، على مذكرة تفاهم حول إعادة تفعيل مجلس الأعمال المغربي الإماراتي.
- 20 أكتوبر 2022

- التوقيع بالجديدة، على اتفاقية شراكة بين جمعية معرض الفرس للجديدة وجمعية الإمارات للخيول العربية، وذلك ضمن فعاليات الدورة ال13 لمعرض الفرس الدولي.
- 24 نونبر 2022

- التوقيع بالرباط على اتفاقية شراكة بين الجامعة الملكية المغربية للغولف والاتحاد الإماراتي للعبة
- 16 نونبر 2023

- التوقيع بدبي، على مذكرة تفاهم بين اللجنة الوطنية المكلفة بتطبيق العقوبات المنصوص عليها في قرارات مجلس الأمن التابع للأمم المتحدة ذات الصلة بالإرهاب وانتشار التسلح وتمويلهما، والمكتب التنفيذي للرقابة وحظر الانتشار بدولة الإمارات العربية المتحدة.
- 4 دجنبر 2023

- التوقيع بأبوظبي، بحضور الملك محمد السادس على عدة اتفاقيات بين المغرب والإمارات العربية المتحدة، لتمويل مشاريع تتعلق بتطوير المطارات، وتهيئة الموانئ، وتمديد خط القطار فائق السرعة،
تطوير مختلف مجالات التعاون الاقتصادية والتجارية والاستثمارية والانتقال بها إلى آفاق نوعية أرحب تلبي تطلعات البلدين وشعبيهما إلى التنمية والنماء، وذلك في إطار زيارة دولة يقوم بها ملك المغرب إلى الإمارات. كما تبادل الجانبان ـ خلال مراسم جرت في قصر الوطن في أبوظبي عدداً من مذكرات التفاهم.